# Pomacanthus maculosus
Pomacanthus maculosus — вид окунеподібних риб родини морських риб-ангелів (Pomacanthidae).

## Поширення

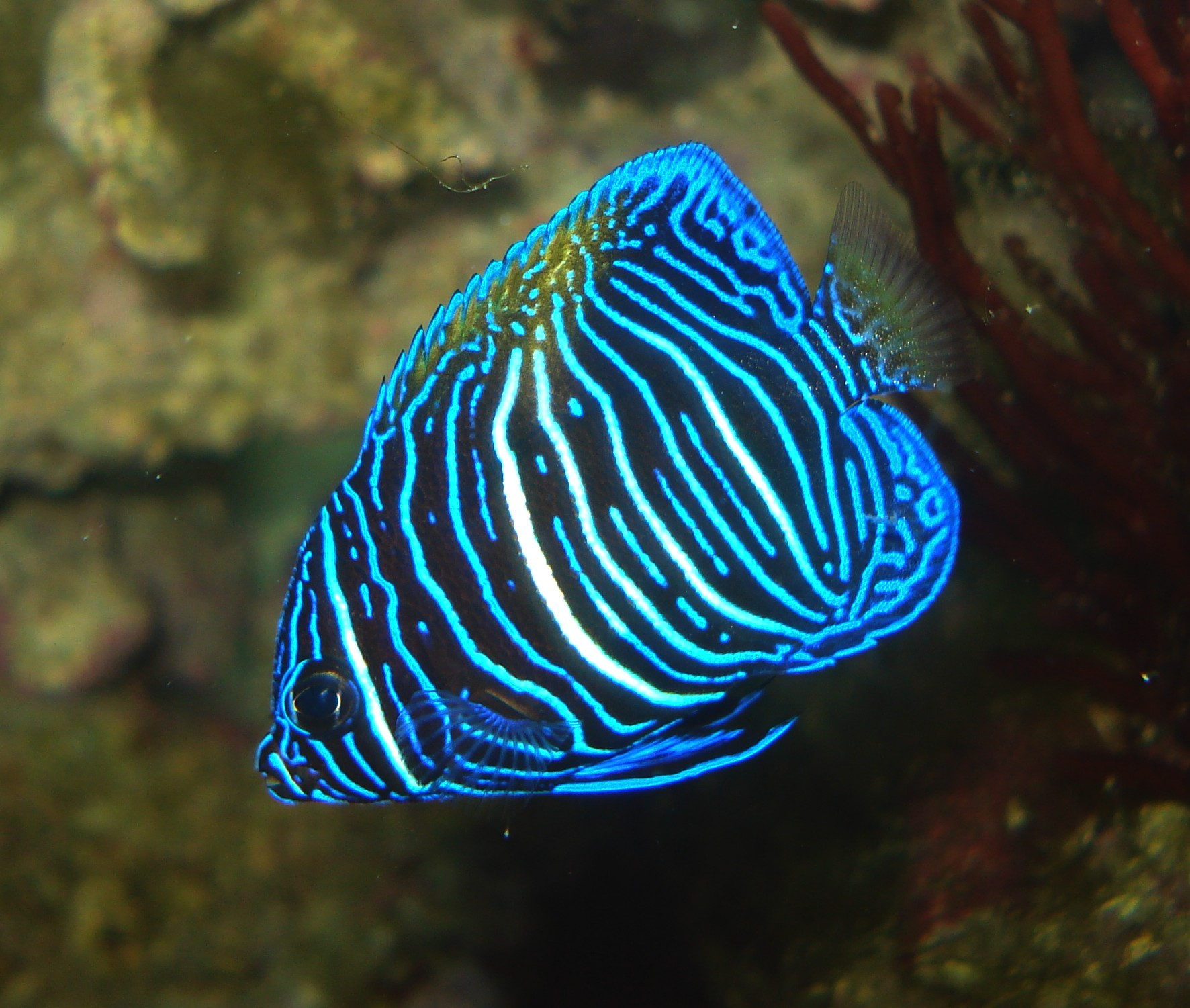
Ювеніальна особина

Вид поширений на заході Індійського океану, в Перській затоці та Червоному морі. Через Суецький канал проник у Середземне море, де виявлений біля узбережжя Ізраїлю та Лівану. Трапляється вздовж узбережжя на глибинах від 4 до 50 метрів.

## Опис
Риба завдовжки до 50 см. Має високе і стиснене тіло з невеликим ротом, обладнаним дрібними щетинкоподібними зубами. Забарвлення блакитне з тонкими вертикальними хвилястими коричневими смугами. З боків, ближче до центру є широка нерівна жовта смуга. Хвостовий плавець має хвилясті сині лінії на блідо-жовтому тлі. Молоді особини переважно чорного кольору з багатьма дугоподібними вертикальними синіми лініями та трьома ширшими білими лініями.

## Спосіб життя
Це одиночний вид, який живе серед коралових рифів. У раціоні переважають губки та покривники. Самиці досягають статевої зрілості у віці близько 5,5 років. Вважається, що максимальна тривалість життя - 36 років. Старші самиці можуть змінювати стать, коли бракує самців. Личинки планктонні.